# Chèvre galicienne
La chèvre galicienne (cabra galega) est une race de chèvres d'origine galicienne. En 2012, le cheptel compte 622 têtes (514 femelles et 108 mâles) répartis dans 64 fermes. Ces animaux sont très bien adaptés à l'environnement et, selon le Invesaga (Recherche en Santé Animale de Galice) ils ont une plus grande résistance aux infections que les autres races caprines au parasite du ver hépatique.

## Répartition géographique
En général, les spécimens de la race des chèvres galicienne sont dispersés dans les zones de montagne, principalement dans les provinces de Lugo et de Ourense.

## Morphologie

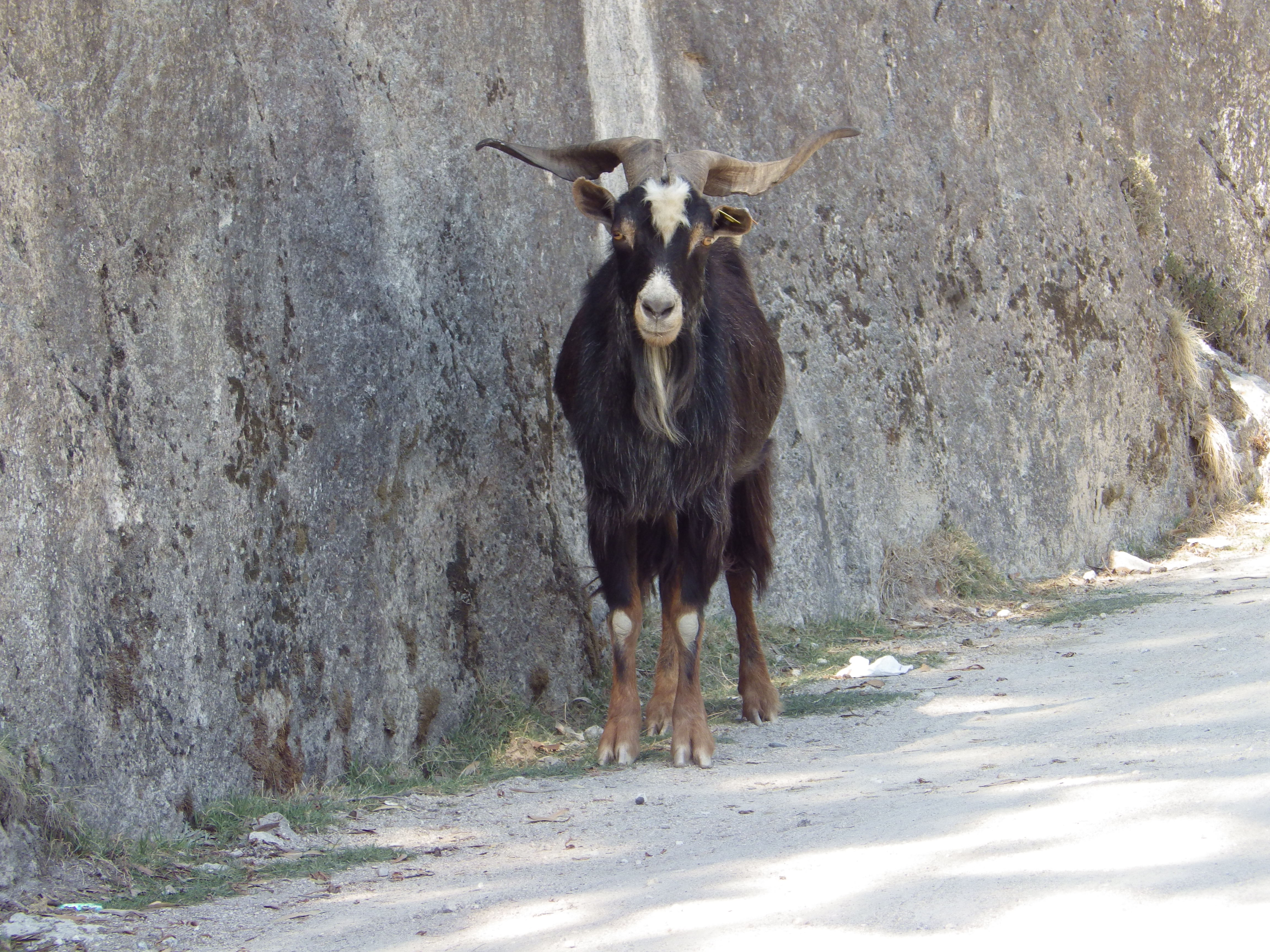
Un bouc galicien

Les chèvres galiciennes sont les animaux de profil droit ou subconcave, eumétriques, et un grand dimorphisme sexuel. Leur robe est homogène, de couleur acajou ou blonde, avec les différentes nuances ; la présence de taches blanches est considérée comme disqualifiante dans les concours.
Les cornes des femelles sont arquées vers l'arrière. Elles apparaissent séparées et ont une croissance dissociée. Chez les mâles, ils sont sous la forme d'un escargot, de forme allongée et sont d'une plus grande taille que celles des femelles.
Les mâles ont une barbe et des pampilles, qui, occasionnellement, apparaissent également dans la forme rudimentaire chez les femelles. Les mâles sont plus grands que les femelles, les premiers mesurent jusqu'à 75 cm au garrot et pèsent 70 kilos en moyenne. Les femelles ont une hauteur de 65 cm et pèsent autour de 55 kg.